# Onano
Onano è un comune italiano di 865 abitanti della provincia di Viterbo nel Lazio. Insieme ad Ala, Ateleta, Orero e Siris è uno dei cinque comuni italiani con un nome palindromo.

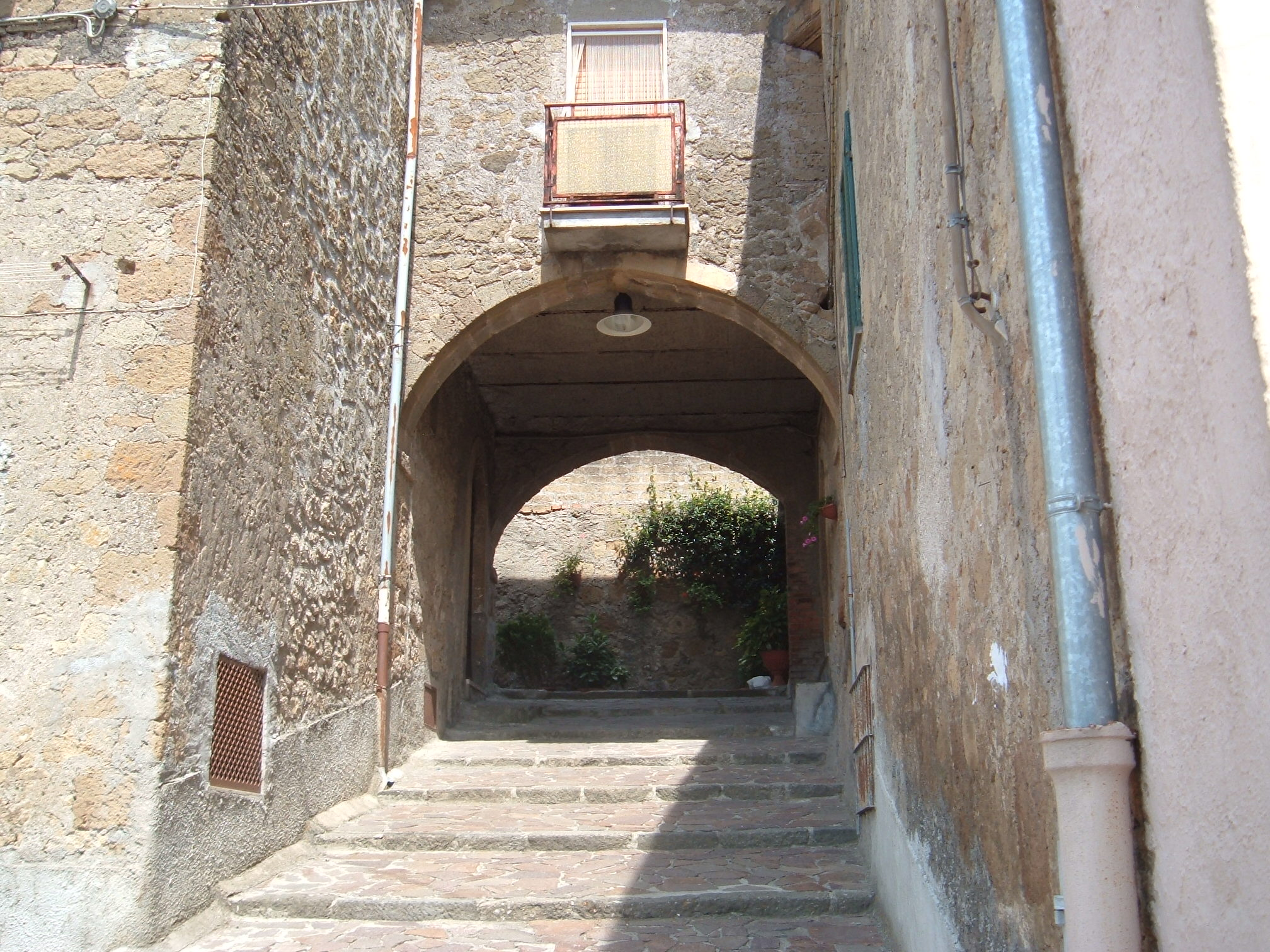
Un'immagine del centro storico di Onano - Quartiere San Giovanni

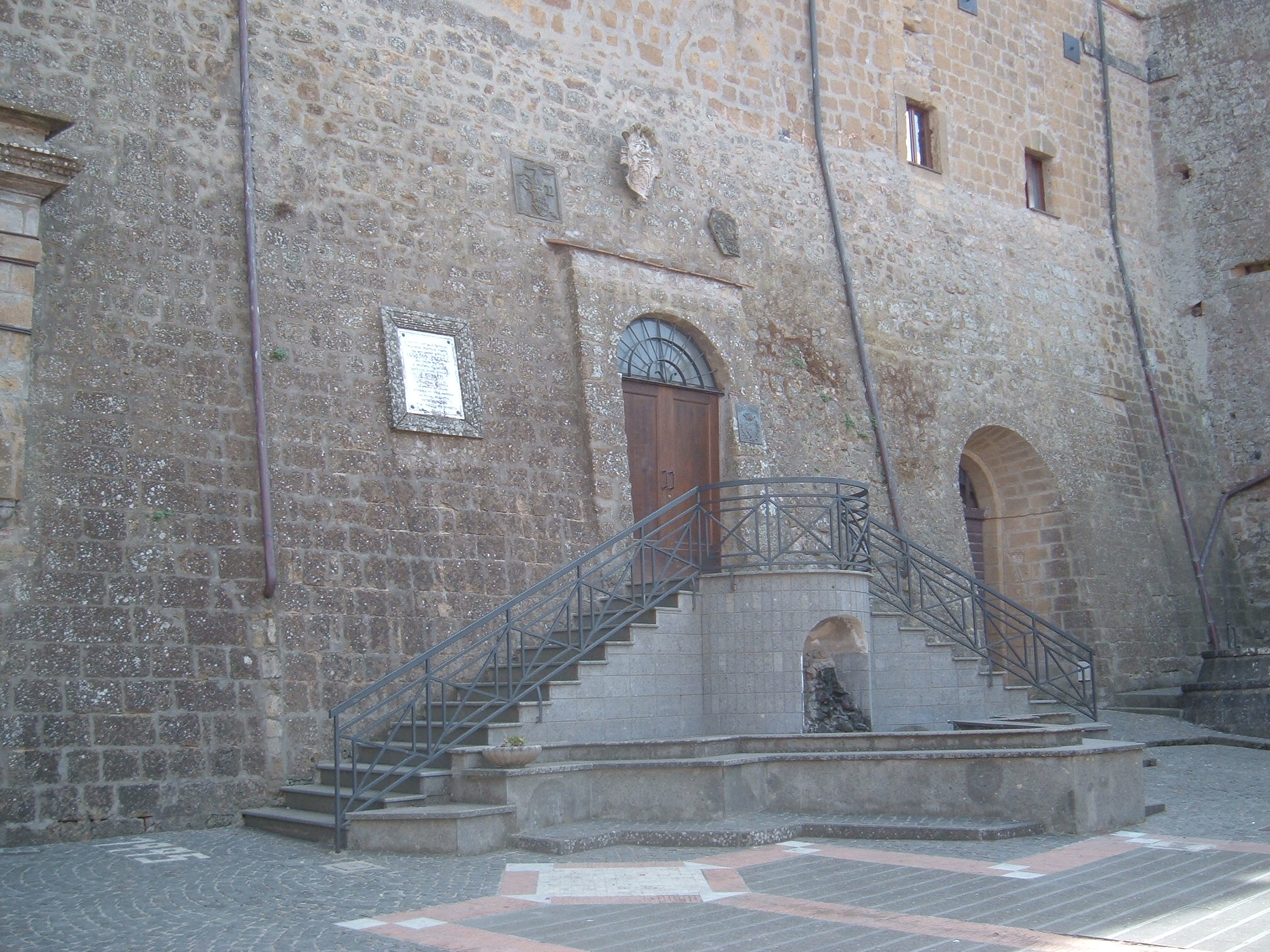
La scalinata d'accesso al Castello di Onano

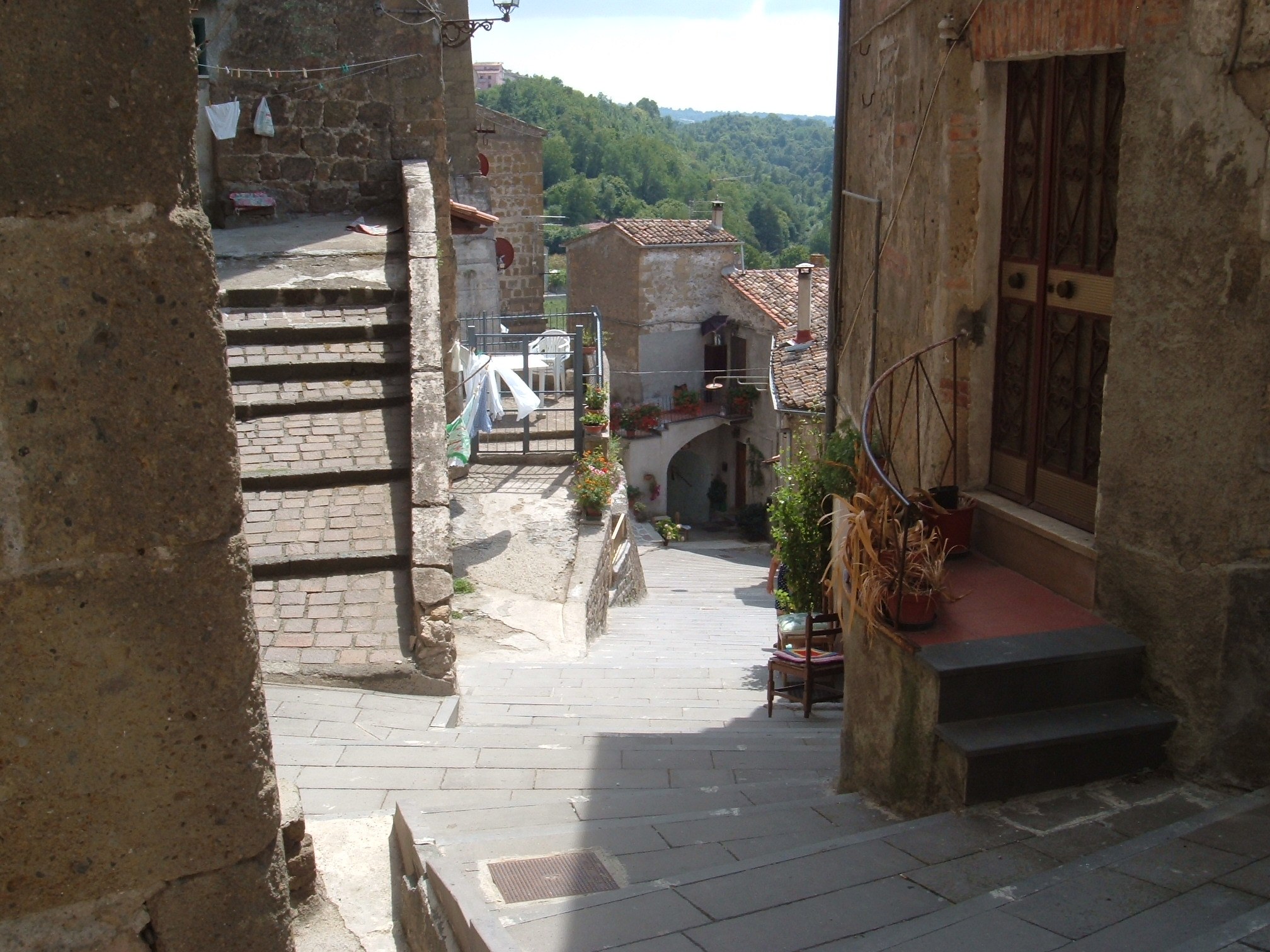
Un angolo caratteristico di Onano

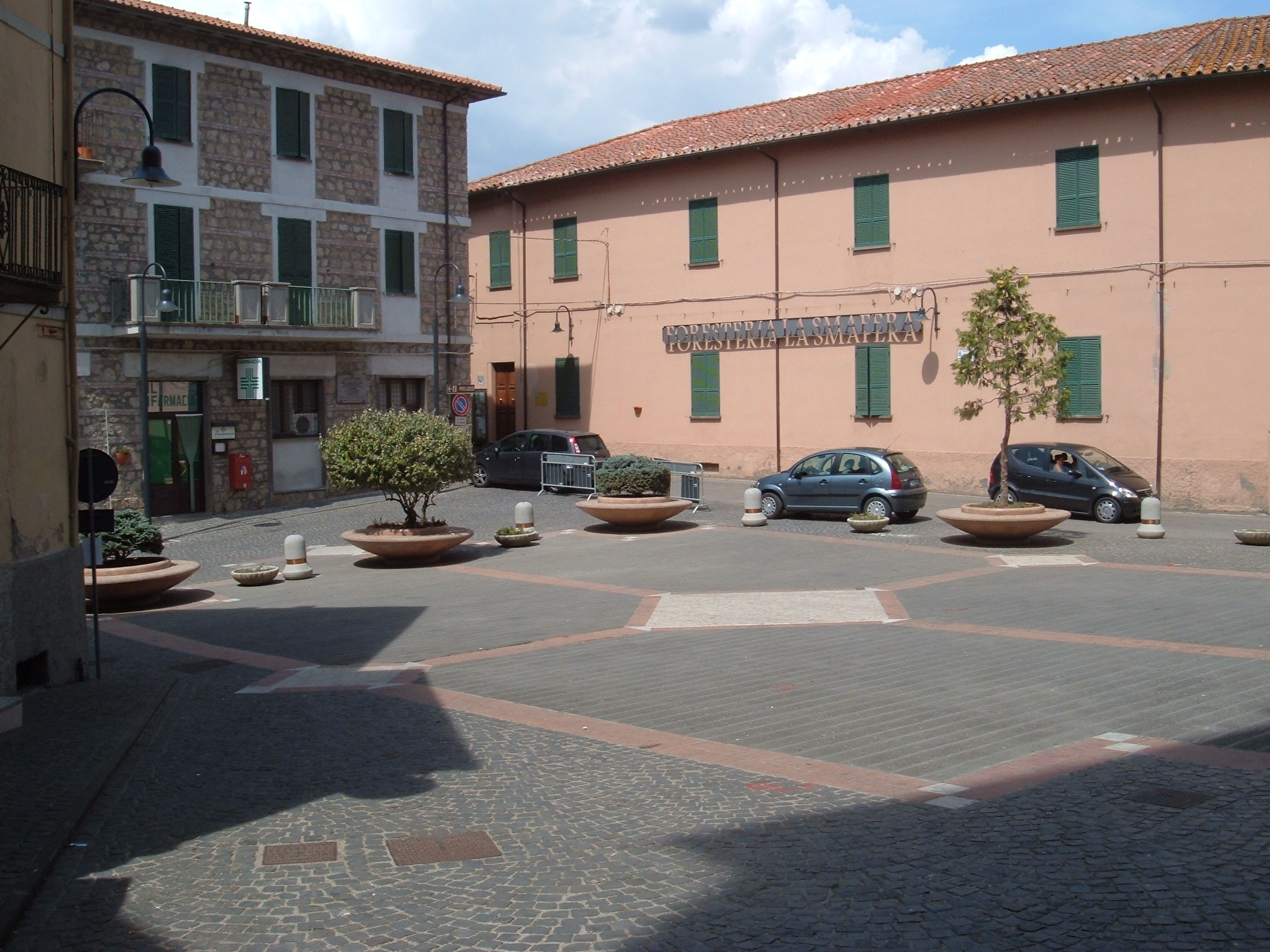
La piazza principale di Onano

## Geografia fisica

### Territorio
Onano sorge sui Monti Volsini, in una zona al confine fra Lazio e Toscana, a pochi chilometri dal Lago di Bolsena.

### Clima
Classificazione climatica: zona E, 2325 GR/G

## Storia
Il territorio risulta antropizzato fin dal Paleolitico superiore. Alcuni insediamenti sono riferibili al Bronzo medio (loc. Berogne). In età storica fu popolato dagli Etruschi e dai Romani. Per antica tradizione, Onano deriverebbe il suo nome dalla dea etrusca Uni o, più verosimilmente, da Aulo o Auno, dal nome del benificiario del fondo. Nel Codex Diplomatico Amiatino è possibile riconoscere il toponimo fondativo di Onano nel Casale Aulanum i cui beni, Valperto, nobile longobardo, donò all'Abbazia di San Salvatore del Monte Amiata nell’823. Secondo gli storici antichi (B. Luzi: 1697; E. Giuliani: 1803), la fondazione di Onano trae origine dallo stanziamento in loco degli abitanti provenienti dai quattro pagi assaltati da Odoacre intorno al 480; più fondatamente da Teodato.
Durante l'età medievale Onano subì diverse vicissitudini a causa del conflitto fra guelfi e ghibellini e fu contesa fra signori locali e la Chiesa per la sua posizione strategica fra Lazio e Toscana.

Dal 1215 Onano entrò a far parte dei possedimenti del libero Comune di Orvieto per divenire, nel 1355, dominio dei Farnese e poi, dal 1398 al 1561, dei Monaldeschi della Cervara. Intorno ai primi decenni del XV secolo la potente famiglia guelfa orvietana avviò la costruzione della imponente fortezza quadrangolare, localmente detta Palazzo Madama. Più correttamente si trattò dell’aggiunta di tre successivi potenti volumi alla preesistente torre fortilizia (1333) della Rocca nuova i cui lavori, attraverso successivi interventi architettonici (fino alla metà del XVII secolo), hanno dato all’edificio la forma attuale. 

Dal 1561 e fino alla quarta generazione, il cardinale Guido Ascanio Sforza di Santafiora, ottenne dalla Camera Apostolica il dominio del castello di Onano. Lo Sforza come suo primo esercizio politico fece riformare lo Statuto della Comunità et Homini di Honano al cui interno sono citate le lenticchie, il più pregiato e ricercato prodotto dell’agricoltura onanese. Con il matrimonio di Mario II Sforza (1594-1658) con Renata di Lorena, Onano fu alzato a titolo di Ducato. Dalla metà del XVI secolo e fino al terzo decennio di quello successivo è registrata nel centro la vivace presenza di banchieri e commercianti ebrei. 

Tornato alla Chiesa sul finire del XVII secolo, il centro fu assegnato a titolo enfiteutico a Giuseppe Denham (1769) e da questi alla figlia Carlotta i cui nipoti, Riccardo ed Oscar Bousquet, furono volontari garibaldini nei moti del 1860 e 1867 in area viterbese.. Nel 1870 Onano entrò a far parte del Regno d'Italia. Qualche anno prima, aveva lasciato il paese per Roma Marcantonio Pacelli, nonno del futuro papa Pio XII. Questi da bambino e giovane seminarista era solito trascorrere le vacanze estive nel piccolo centro. L'artista e cantante Lina Cavalieri soggiornò più volte ad Onano, paese natale della madre Teonilla Peconi.

### Simboli
Lo stemma comunale è così descritto nello statuto comunale: «agnello in campo blu su cuscino verde con bandiera». Lo scudo è sormontato da corona ducale e circondato da un ramo di alloro e uno di quercia legati di rosso. Motto:  Protege Onanum.
Il gonfalone è un drappo partito di verde e di azzurro.

## Monumenti e luoghi d'interesse

### Architetture religiose
- La chiesa di Santa Maria della Concezione fu costruita nel 1784; conserva le urne dei due santi patroni di Onano: san Trifone e santa Colomba. La patrona veste l'abito che le fu donato da Lina Cavalieri.
- La chiesa della Madonna delle Grazie è in stile romanico e conserva affreschi della scuola senese. Interessante è l'immagine della Vergine con Bambino. Secondo una leggenda, diffusa nei centri altoviterbesi al confine con la Toscana, nella chiesina avrebbe sostato e pregato Pia dei Tolomei prima che la nobildonna senese fosse richiusa nel castello sovrastante il lago di Mezzano, nel territorio di Valentano, dove morì.
- La chiesina della Madonna del Piano è stata eretta nel 1492. Interessante è l'immagine della Vergine con Bambino,opera di Antonio del Massaro detto il Pastura. La chiesina ha subito i danni di guerra.
- La chiesa di Santa Croce, esistente già nel XII secolo, fu ampiamente restaurata nel XVI secolo(navata centrale e sei cappelle laterali) ed era orientata in modo diverso da come è posizionata oggi. La chiesa, bombardata nel 1944, è stata ricostruita ex novo nella prima metà degli anni 50 del secolo scorso (navata unica con abside circolare). All'interno stazioni della Via Crucis in terracotta di Claudio Ferri.

### Architetture civili
- Palazzo Madama, più correttamente Castello Monaldeschi, è un possente castello medievale realizzato intorno al 1350. Con Luca e Corrado Monaldeschi della Cervara, intorno alla metà del successivo secolo, il castello assunse la forma che oggi vediamo. Gli Sforza di Santafiora, nuovi signori del Castello di Onano, ampliarono il Palazzo sul lato di ponente ed Enrico Sforza vi fece trasportare dalla Sforzesca un pavimento policromo della seconda metà del XVI secolo realizzato da Africano Mancini da Deruta[7]. Il Palazzo è localmente noto col nome di P. Madama per il titolo francese che gli onanesi davano a Madame Carlotta Denham Bousquet, enfiteuta in Onano. Nel Palazzo hanno soggiornato Giuseppe Garibaldi e il giovane Eugenio Pacelli, poi papa col nome di Pio XII. Attualmente vi ha sede il Municipio.

## Società

### Evoluzione demografica
Abitanti censiti

## Cultura

### Cucina
- Lenticchia di Onano

### Eventi
- 5 gennaio: Vigilia dell'Epifania. All’imbrunire, alcuni giovani con strumenti ed in costume accompagnano la Befana nel suo giro e canto di questua. Il testo della canzone, composta nel 1939 da Gaspare Ferrantini, dagli anni 50 è riproposta con una sua variante.
- 17 gennaio: Festa di Sant’Antonio Abate. È la più tipica espressione del folclore onanese e viene celebrata con l’accensione del tradizionale fuoco e di giochi popolari. Nel pomeriggio sfilano carri allegorici con scene di vita del Santo eremita che rinviano ai tradizionali Misteri di età medievale.
- Settimana Santa: Processione del Venerdì Santo. Viene ricordata la Passione e morte di Gesù con una Sacra Rappresentazione e Processione notturna di personaggi in costume.
- La più nota manifestazione è la sagra della lenticchia, che da qualche anno a questa parte richiama numerosi turisti a Onano. La sagra è dedicata al prodotto tipico più conosciuto del paese (se ne ha testimonianza nello Statuto del 1561)[9], la lenticchia appunto che viene lavorata e preparata secondo un metodo usato da secoli. Si tiene nella settimana di Agosto che include il 15 (Ferragosto).Riconoscimenti e Premi Internazionali sono stati assegnati al pregiato legume onanese: medaglia d'oro alle Esposizioni Internazionali di Roma (1910)e Buenos Aires; Londra e Parigi (1911)[10].
- Il 14 agosto si tiene la processione della Vergine Assunta con la partecipazione delle cinque confraternite di Onano (san Giovanni Battista;Santissimo Sacramento;san Nicola da Tolentino; del Purgatorio; Maria Santissima Addolorata)[11] e, in apertura del corteo, bambini che recano al collo pani devozionali: Cavallucci (maschi) e Pupe (femmine) fatte con la pasta dolce. Nel passato la festa (fino agli anni 20-30 del '900) presentava il rito della tiratura del solco dritto con i buoi da parte dei bifolchi[12].

## Economia
Di seguito la tabella storica elaborata dall'Istat a tema Unità locali, intesa come numero di imprese attive, ed addetti, intesi come numero addetti delle unità locali delle imprese attive (valori medi annui).
|         | 2015                  |                              |                            |                |                       |                     | 2014                  |                | 2013                  |                |
| ------- | --------------------- | ---------------------------- | -------------------------- | -------------- | --------------------- | ------------------- | --------------------- | -------------- | --------------------- | -------------- |
|         | Numero imprese attive | % Provinciale Imprese attive | % Regionale Imprese attive | Numero addetti | % Provinciale Addetti | % Regionale Addetti | Numero imprese attive | Numero addetti | Numero imprese attive | Numero addetti |
| Onano   | 55                    | 0,24%                        | 0,01%                      | 102            | 0,17%                 | 0,01%               | 56                    | 101            | 60                    | 105            |
| Viterbo | 23.371                |                              | 5,13%                      | 59.399         |                       | 3,86%               | 23.658                | 59.741         | 24.131                | 61.493         |
| Lazio   | 455.591               |                              |                            | 1.539.359      |                       |                     | 457.686               | 1.510.459      | 464.094               | 1.525.471      |

Nel 2015 le 55 imprese operanti nel territorio comunale, che rappresentavano lo 0,24% del totale provinciale (23.371 imprese attive), hanno occupato 102 addetti, lo 0,17% del dato provinciale (59.399 addetti); in media, ogni impresa nel 2015 ha occupato poco meno di due persone (1,85).

## Infrastrutture e trasporti

### Strade
Onano, tramite la Strada Provinciale 49 Onanese, è collegata a Latera ed Acquapendente.

## Amministrazione
Nel 1927, a seguito del riordino delle circoscrizioni provinciali stabilito dal regio decreto n. 1 del 2 gennaio 1927, per volontà del governo fascista, quando venne istituita la provincia di Viterbo, Onano passò dalla provincia di Roma a quella di Viterbo.
| Periodo | Periodo   | Primo cittadino   | Partito                    | Carica  | Note |
| ------- | --------- | ----------------- | -------------------------- | ------- | ---- |
| 1985    | 1990      | Franco Dattoli    | Partito Comunista Italiano | Sindaco |      |
| 1990    | 1995      | Giovanni Giuliani | Democrazia Cristiana       | Sindaco |      |
| 1995    | 1999      | Giovanni Giuliani | PPI                        | Sindaco |      |
| 1999    | 2004      | Giovanni Giuliani | centro-sinistra            | Sindaco |      |
| 2004    | 2009      | Giuseppe Onori    | centro-sinistra            | Sindaco |      |
| 2009    | 2014      | Giovanni Giuliani | Partito Democratico        | Sindaco |      |
| 2014    | 2019      | Giovanni Giuliani | Partito Democratico        | Sindaco |      |
| 2019    | in carica | Giovanni Giuliani | Partito Democratico        | Sindaco |      |

### Altre informazioni amministrative
Fa parte della Comunità Montana Alta Tuscia Laziale.